# Angiolo Gabrielli
Angiolo Gabrielli (Manciano, Toscana, 20 de gener de 1894 - Collesalvetti, 11 de desembre de 1973) va ser un ciclista italià, que fou professional entre 1924 i 1926. En el seu palmarès destaca una tercera posició final al Giro d'Itàlia de 1924, per darrere Giuseppe Enrici i Federico Gay.

## Palmarès
- 1923
  - 1r al Giro de les dues províncies
  - 1r al Giro del Casentino
- 1925
  - 1r a la Coppa San Giorgio

### Resultats al Giro d'Itàlia
- 1924. 3r de la classificació general
- 1925. Abandona